# Déversoir

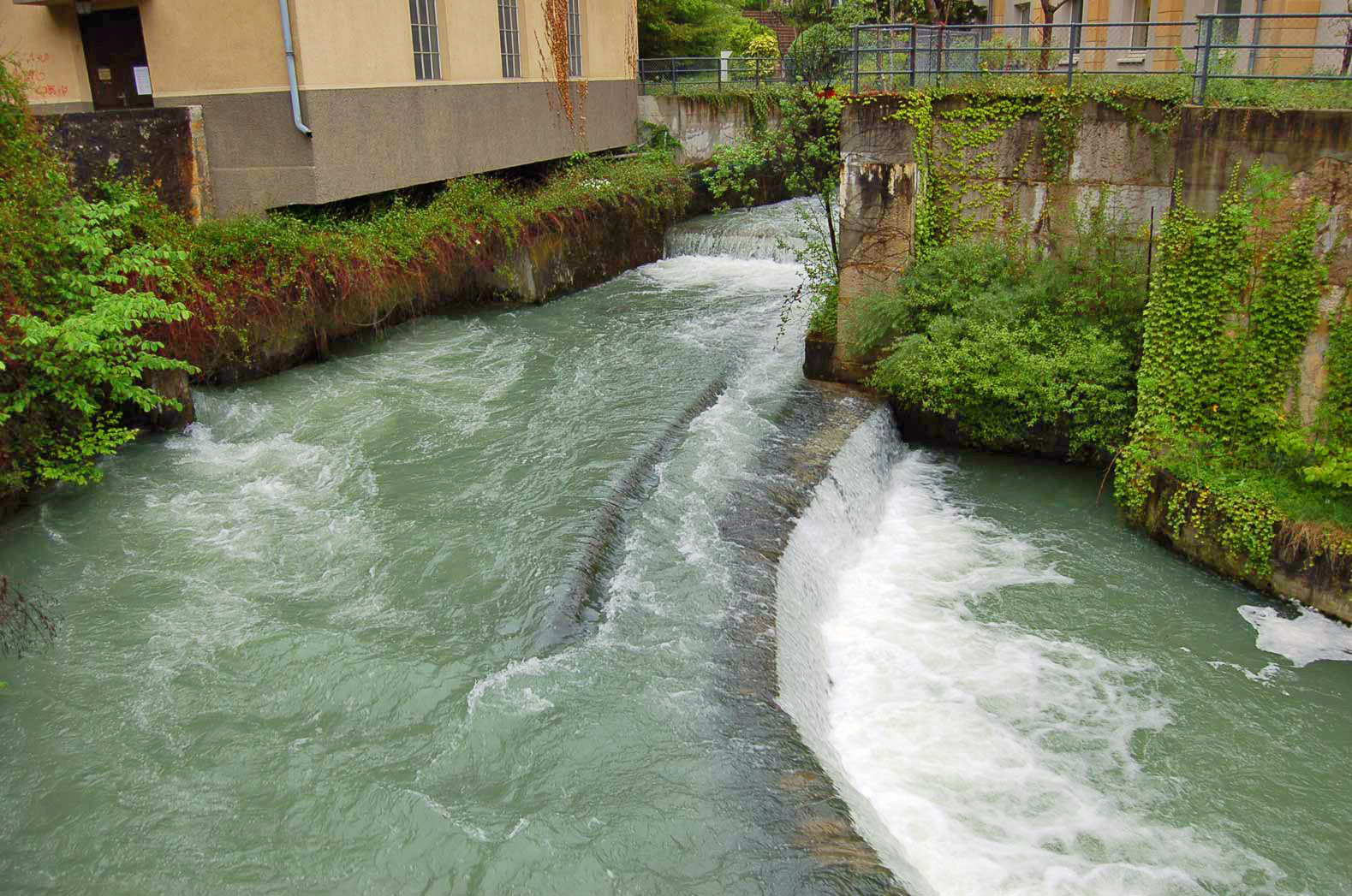
Le déversoir détourne en aval des moulins le surplus d'eau vers un bras ou fossé de décharge.

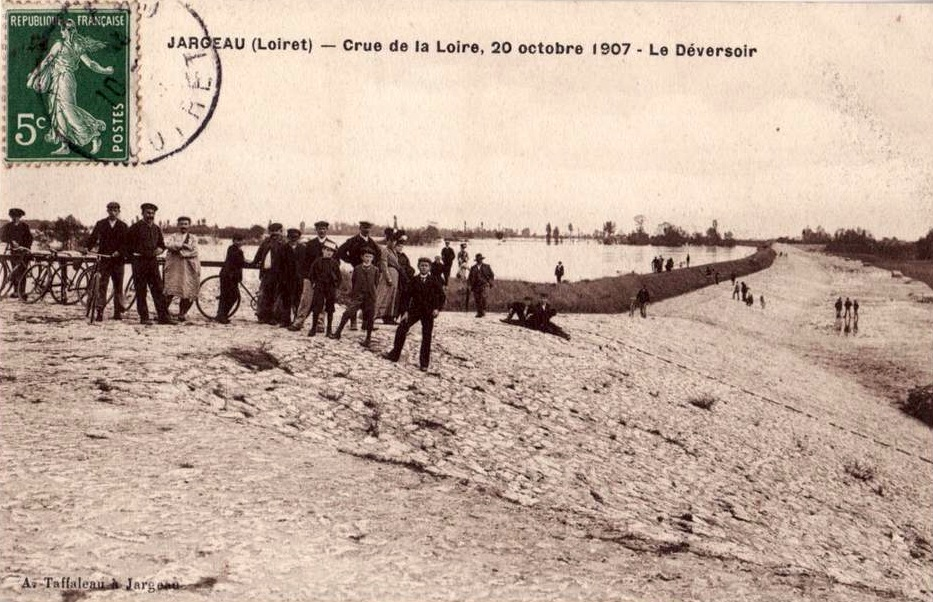
Autre exemple de déversoir, utilisé pour la gestion des crues (ici sur la Loire à Jargeau en 1907).

Un déversoir ou évacuateur de crue est une structure construite pour dériver ou évacuer l'eau retenue derrière un vannage ou barrage fixe, dont la hauteur excèderait une certaine limite (par exemple la crête de l'ouvrage).

## Histoire

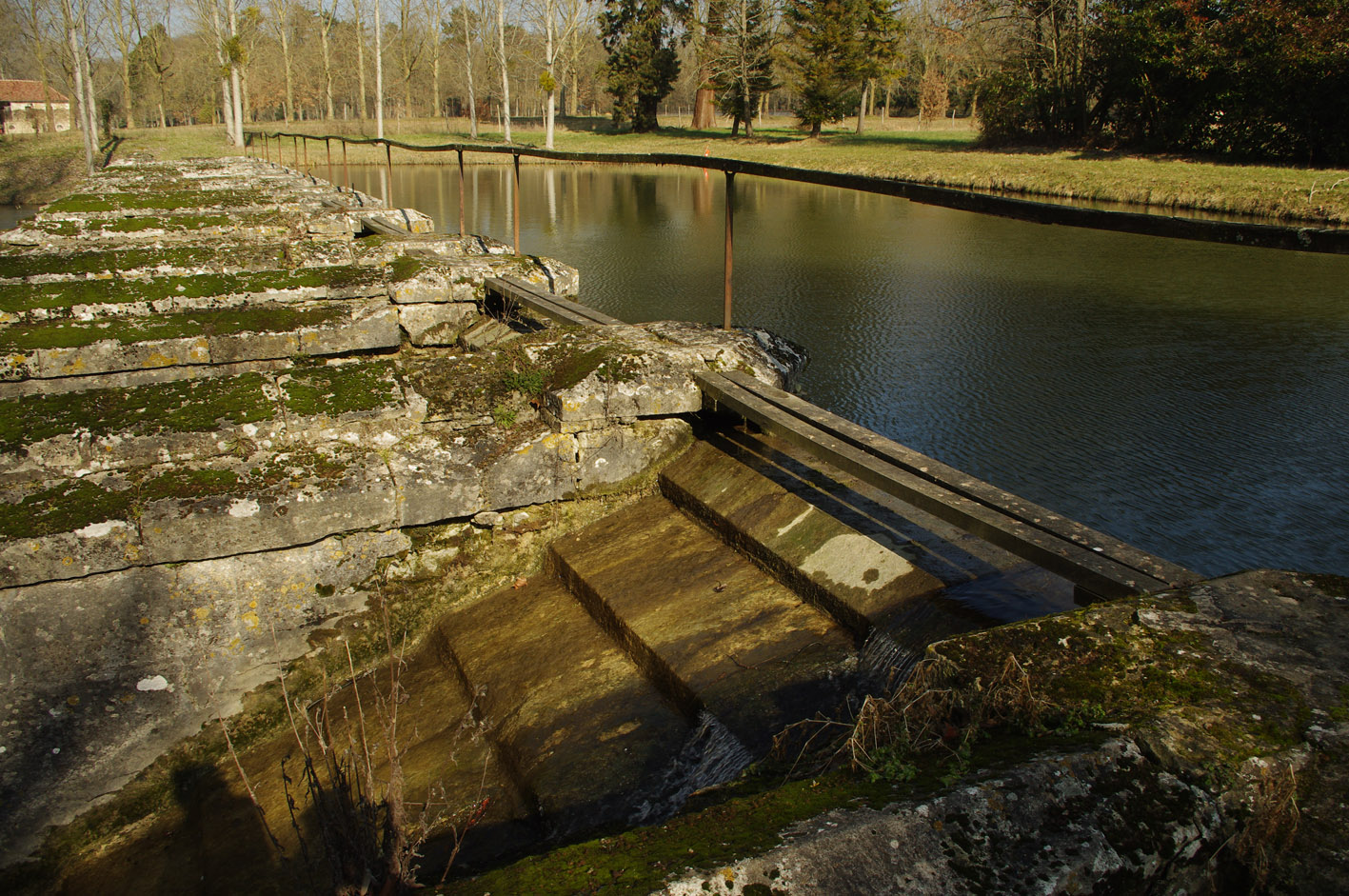
Déversoir à gradins du XVIIe siècle, construit pour contrôler le flux de la rivière Mâble, parc du château de Richelieu (Indre-et-Loire, France).

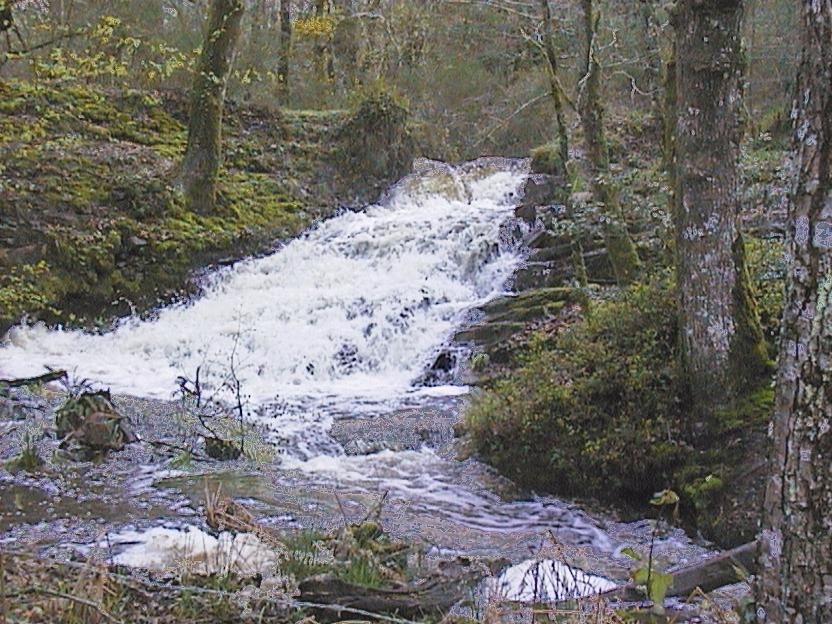
Déversoir à l'extrémité droite de la digue d'un étang (XVIIe siècle ou antérieur).

L'utilisation des déversoirs remonte probablement au moins aux premiers grands aménagements hydrauliques de l'Antiquité.
Au Moyen Âge, l'utilisation croissante des moulins à eau, en complément des moulins à vent (pompe à vent) impliquait le contrôle des débits, par l'utilisation de vannages, de seuils et de déversoirs pour absorber et étaler d'éventuelles crues brutales.
En 1715, le physicien italien Giovanni Poleni sera invité par le Sénat de Venise pour étudier des problèmes d'hydraulique, liés à l'irrigation de la Basse-Lombardie, et deviendra l'un des experts les plus demandés en la matière.[réf. nécessaire] Son nom est resté dans le domaine de l'hydraulique (formule de Poleni), en ce qui concerne le calcul de débit d'un déversoir (coefficient de décharge (de)).

## Principe

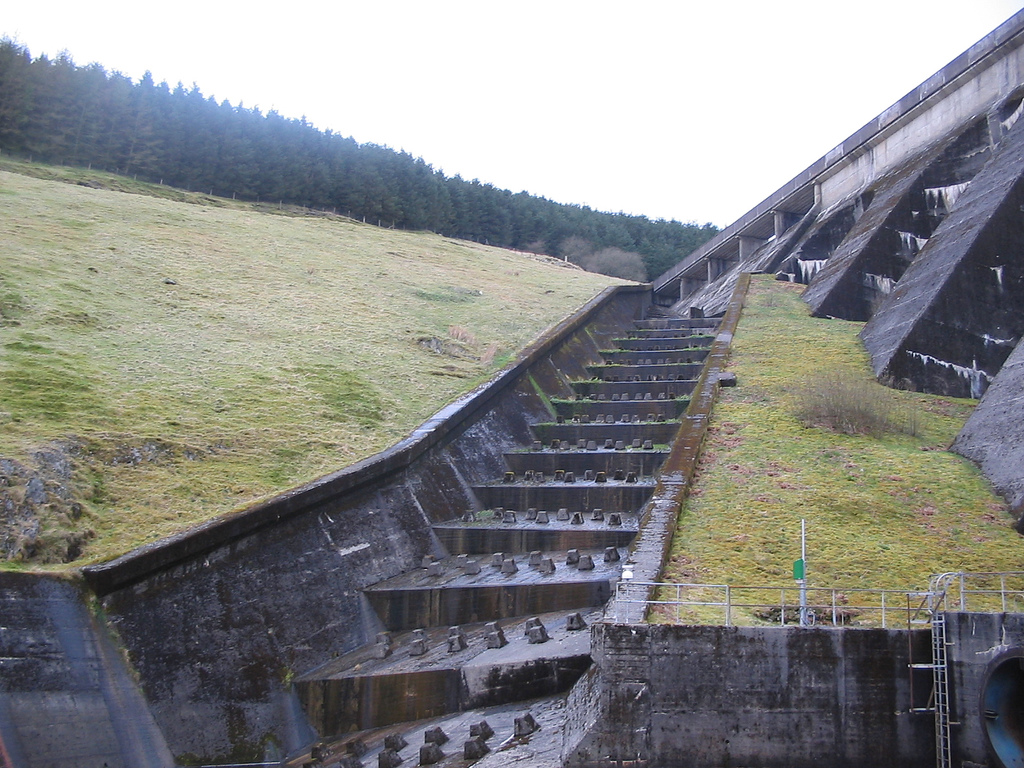
Certains déversoirs sont conçus pour freiner le flux s'y déversant pour limiter son énergie en aval (limitation de l'érosion et d'une éventuelle force destructrice du flot).

Un déversoir assure diverses fonctions :
- Envoyer un trop-plein d'eau vers un « bras de décharge », pour écrêter une crue quand le débit en amont provoque une montée d'eau incompatible avec la capacité d'évacuation des pertuis d'écluse ou de moulins recevant cette eau.
- Conserver une hauteur minimale d'eau en amont d'un bief (les biefs servaient aussi de réserve d'eau et de poissons nourris par les déchets de meunerie et vers de farines sous les moulins à eau produisant le froment ou d'autres farines). Maintenir en amont du déversoir une hauteur importante d'eau dans la rivière permettait aussi d'utiliser des pierres gélives (moins coûteuses et plus facile à tailler) pour les radiers, les fondations et la partie basse et immergée des maçonneries de berges ;
- permettre un débit de fuite, détournant la rivière lorsqu'il faut la barrer provisoirement pour l'assécher en aval, afin par exemple d'y faire des travaux (de réfection d'un radier, d'un vannage, d'un mur, ou d'un support de roue à aubes ;
- certains déversoirs peuvent être conçus comme passe à poissons.

Le déversoir doit répondre à un compromis entre capacité de stockage de la retenue et capacité d'évacuation, cette dernière étant souvent liée à la sécurité de l'ouvrage. Selon les cas les déversoirs de barrages peuvent être soit libres, soit vannés. Dans le cas d'un déversoir libre, les caractéristiques d'évacuation seront déterminées par ses dimensions et son coefficient de débitance. On peut faire varier le coefficient de débitance d'un déversoir en modifiant la section du déversoir (en cherchant par exemple à s'approcher de section de type Creager), en modifiant les conditions d'approche de l'eau (curage à l'amont), ou en modifiant la géométrie du réservoir (labyrinthe). Dans le cas d'un déversoir vanné, c'est la loi de fonctionnement de la vanne qui régira le fonctionnement du déversoir.
La fonction de contrôle du déversoir peut aussi être assurée au moyen du système de hausse fusible. Les hausses fusibles (appelées Fusegate en anglais), inventées et brevetées par François Lempérière pour Hydroplus, filiale de GTM Entrepose[passage promotionnel], sont des éléments autostables disposés sur la crête du déversoir et qui fonctionnement de manière complètement autonome. Elles permettent d'augmenter le niveau de stockage en amont du déversoir sans modifier les conditions de sécurité de l'ouvrage face aux crues. Elles sont conçues de manière à évacuer les crues courantes par-dessus leur crête en limitant le niveau d'eau à l'amont grâce à leur forme de labyrinthe. En cas de très forte crue, le niveau d'eau atteindra un niveau critique qui permettra l'alimentation d'une structure de mise en eau propre à chaque hausse qui déstabilisera l'élément et provoquera son évacuation. Chaque hausse fusible a un niveau de déclenchement différent, ce qui permet un effacement progressif du rideau de rehausse et permet d'atténuer la crue à l'aval.
Le barrage de Tucuruí, situé proche de la ville de Tucuruí, au Brésil, est, dès son inauguration, la quatrième usine hydroélectrique au monde en puissance avec 7 960 mégawatts (MW) et son déversoir, du type « saut de ski » (de manière à casser une partie de l'énergie du flot), est le plus grand du monde avec un débit versant maximum de projet de 110 000 m3/s. Tout le projet hydraulique a été fait au Brésil dans l'entreprise brésilienne ENGEVIX, à Rio de Janeiro, sous la responsabilité d'Andre Balança et Jorge Rios (ingénieurs hydrauliciens) qui ont étudié à Toulouse et à Grenoble, respectivement.

## Classification des déversoirs
Un déversoir peut être classé en fonction de différentes caractéristiques. Les principaux critères influençant l'écoulement de l'eau sont :
- La géométrie du déversoir dans le sens de l’écoulement : paroi mince, paroi épaisse, géométrie de la crête de déversement.
- La géométrie de la section : rectangulaire, demi cercle, présence d'obstacle etc.
- L'orientation du déversoir par rapport au sens du courant dans le plan d'eau ou le cours d'eau amont.
- Le type d'écoulement : noyé, dénoyé ou adhérent.

## Calcul du débit
Pour le calcul du débit déversé, on utilise généralement la formule de Kindsvater-Carter aussi appelée formule standard des déversoirs ou encore formule de Poleni. Elle prend la forme suivante :
{\displaystyle Q=C\times L\times H^{3/2}}
où :
- {\displaystyle Q} correspond au débit (m³/s)
- {\displaystyle C} est un coefficient propre au seuil avec des valeurs types variant de 2,6 à 4,1 suivant les critères énumérés dans le paragraphe précédent.
- {\displaystyle L} est la largeur de la crête du déversoir.
- {\displaystyle H} correspond à la charge en amont de la crête.

## Photos

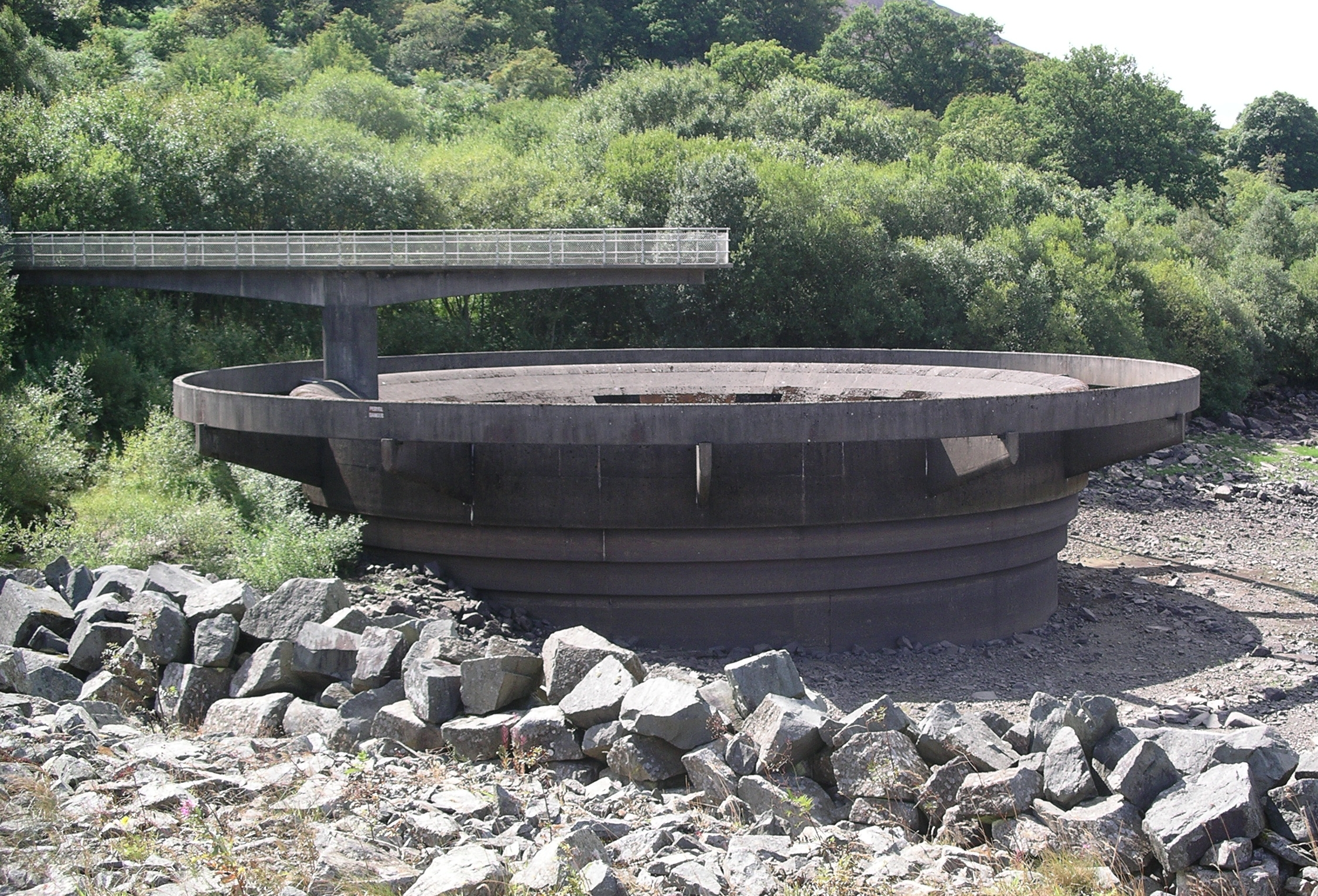
Evacuateur en puits à Llyn Celyn.
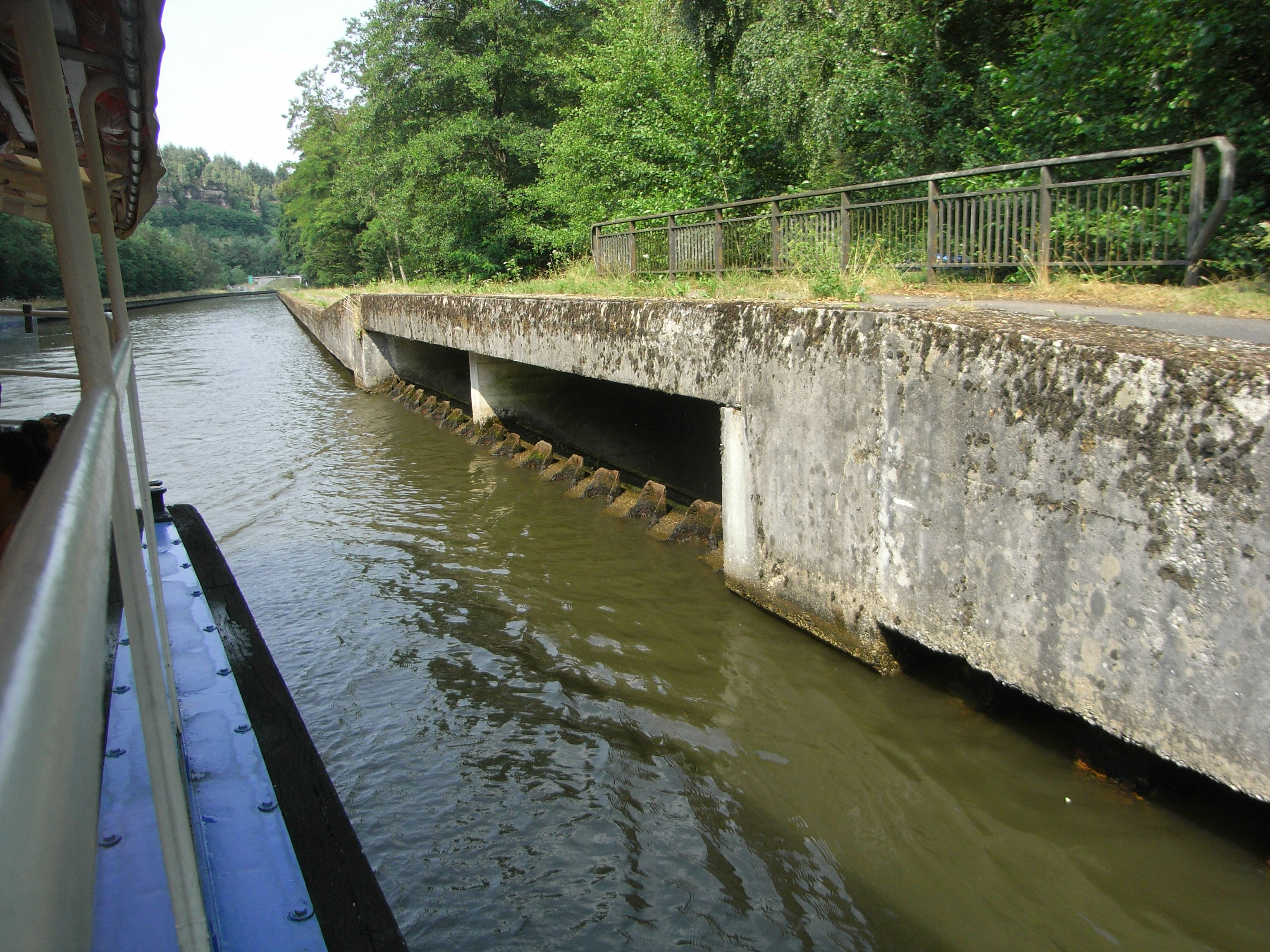
Déversoir sur canal de la Marne au Rhin.
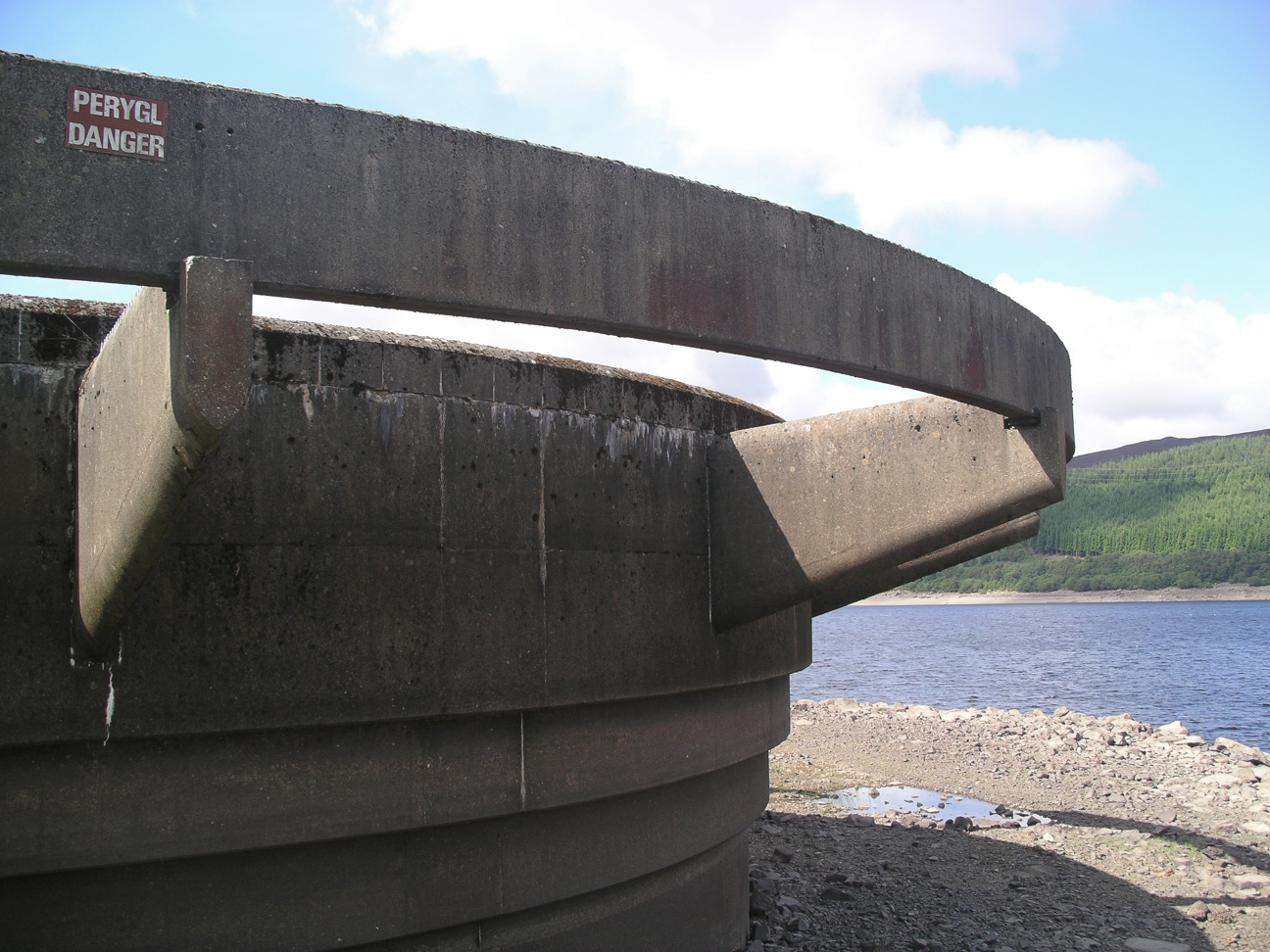
Structure destinée à casser les plaques de glaces (évacuateur en puits).
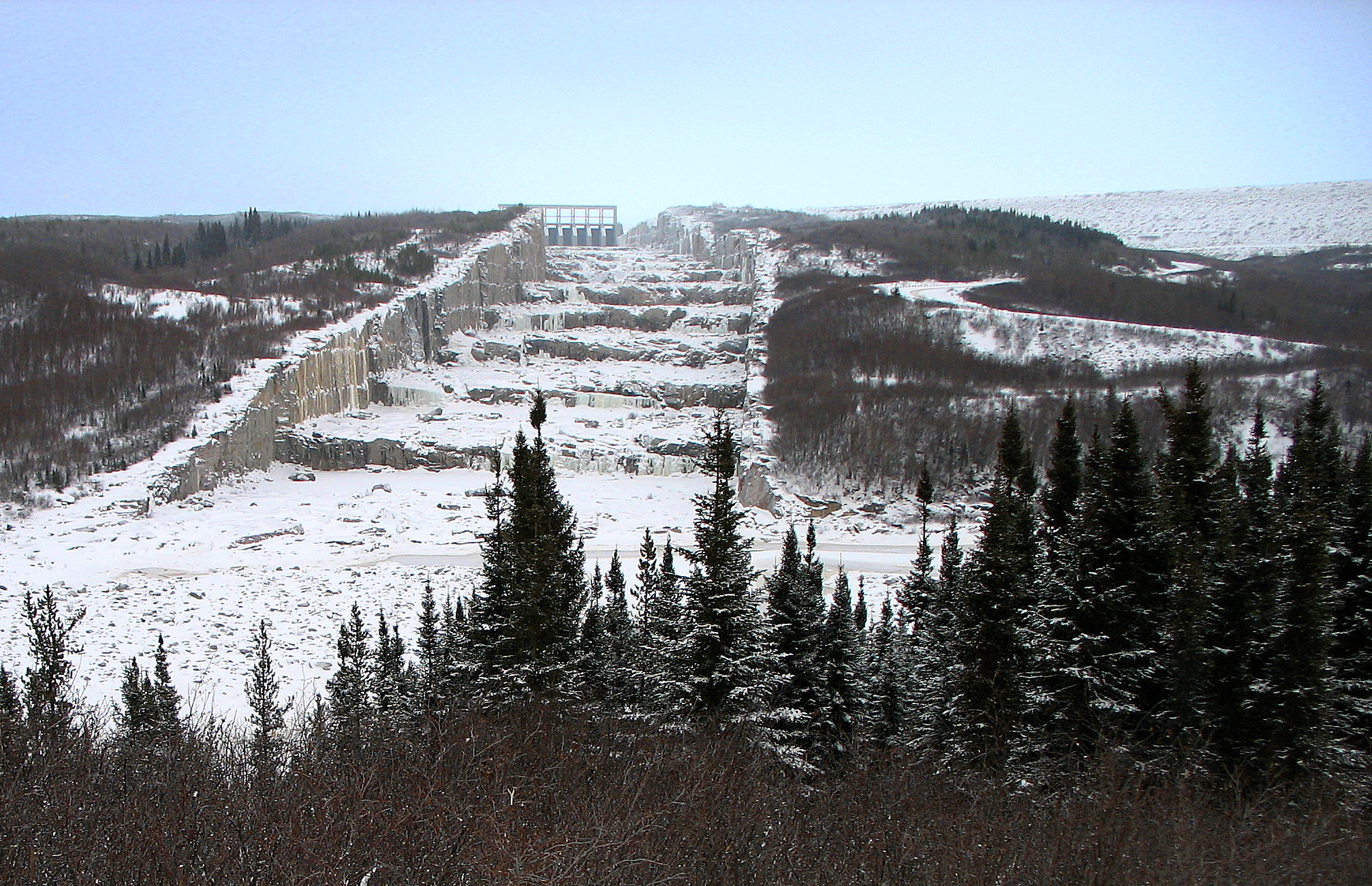
Déversoir géant de l'aménagement hydroélectrique Robert-Bourassa.
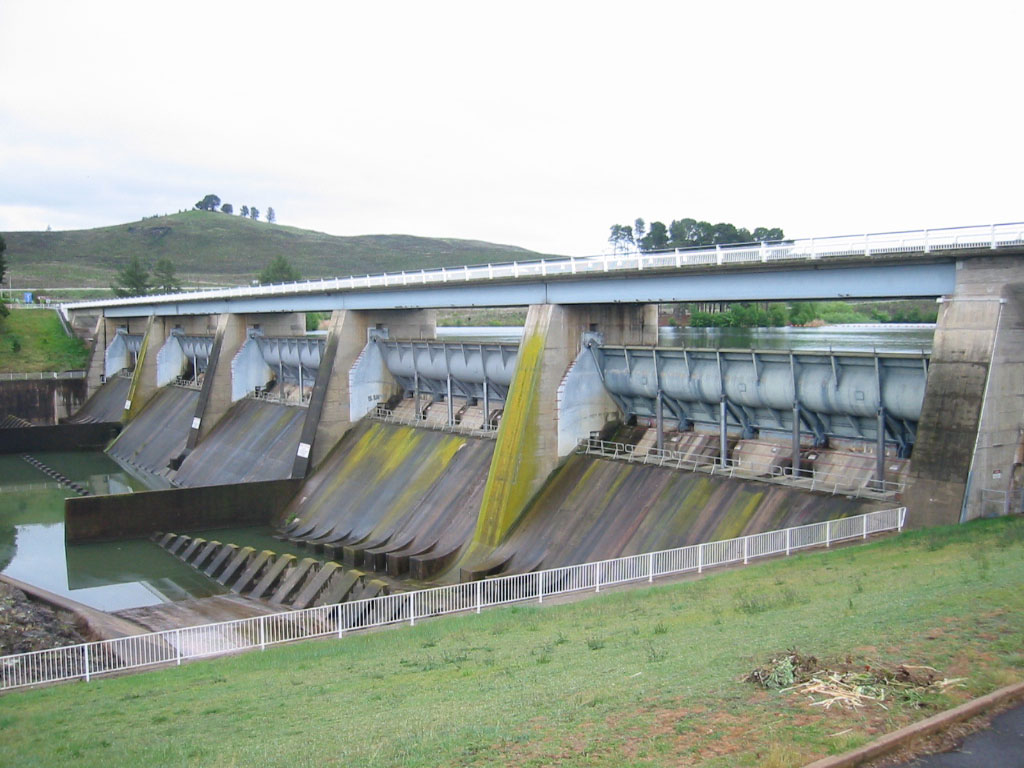
Barrage Scrivener à Canberra, Australie, conçu pour des crues d'occurrence de 5000 ans.
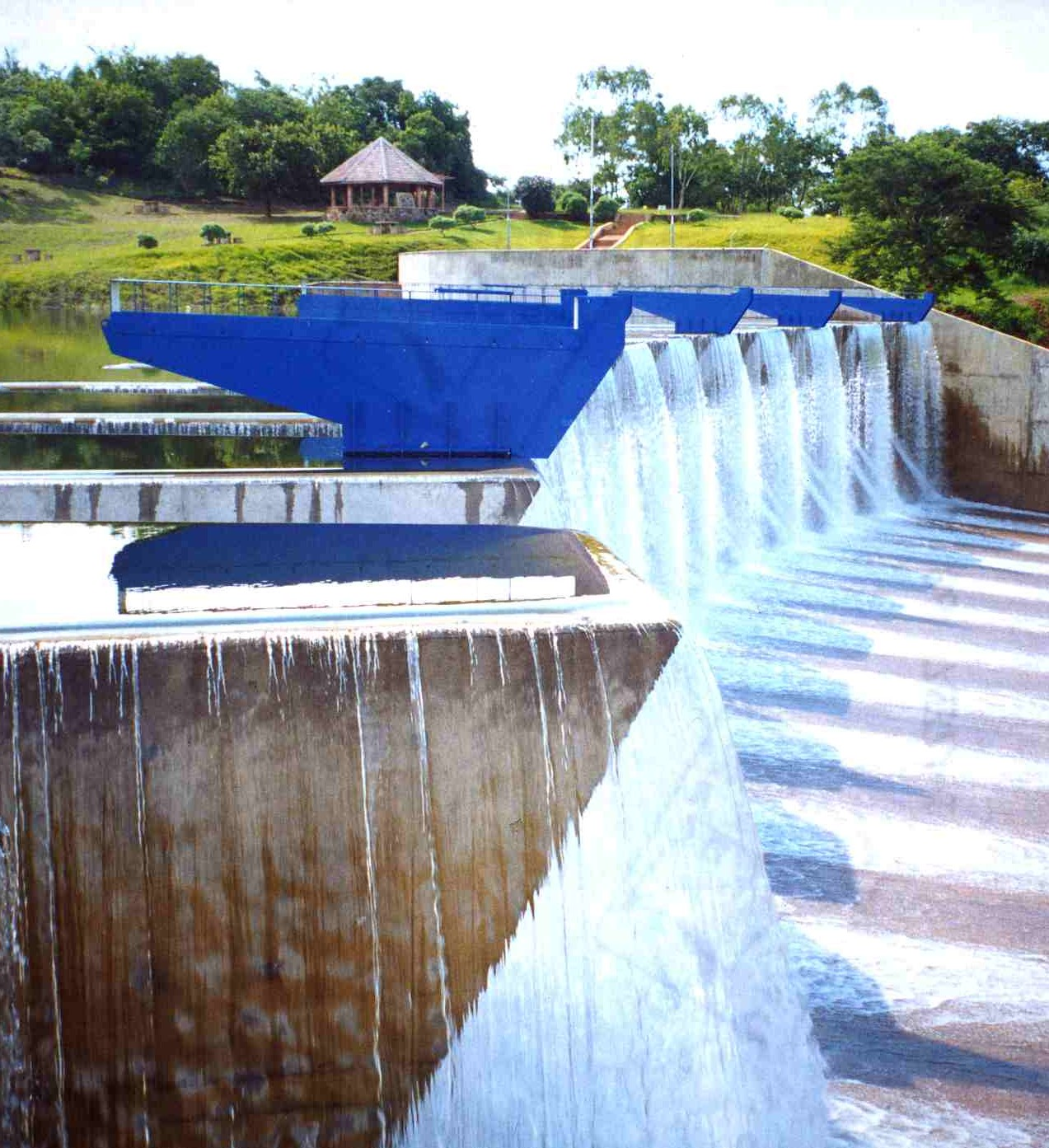
Barrage Kamuzu à Lilongwe, Malawi, seuil équipé de hausses fusibles.
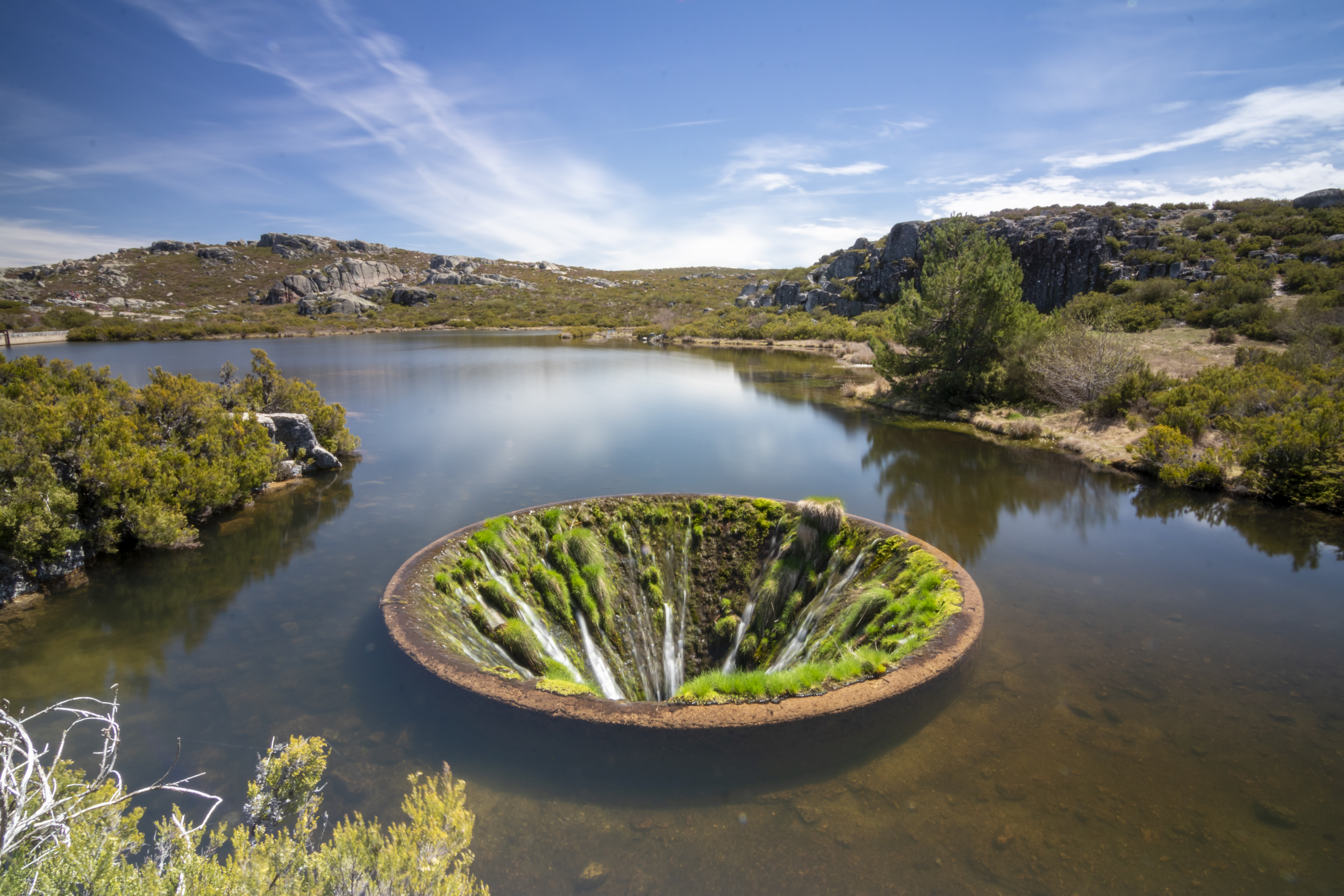
Le déversoir du lac artificiel de Covão dos Conchos (pt) dans la Serra da Estrela au Portugal. Mai 2022.